# 吉村睦人
吉村 睦人（よしむら むつひと、1930年（昭和5年）1月26日 - 2019年（令和元年）12月4日）は、日本の歌人。

## 来歴
東京都出身。8人兄弟の7番目で四男。父・幸夫は萬朝報記者を経て「婦人タイムス」「音楽画報」などを編集発行、その後には作歌指導や万葉集講義などで生計を立てた。母・千原代志は結婚まで伊藤野枝のもとで「青鞜」などに小説を書いていた。小学生のときから父に短歌を作らされていた。
1948年に父のすすめで國學院大學予科に入学し、釈迢空の研究室をたびたび訪ね、武田祐吉の万葉集輪読会に参加。当初は「国民文学」に出詠していたが、1949年に父に内証で「アララギ」に入会。五味保義の指示で校正等の仕事をする。1952年から2年間、自衛隊の前身である保安隊に入り、情報班に所属。1954年に、前々からやりたかったという数学を学ぶために東京教育大学に入学、「アララギ」発行所に通うようになる。またアララギ学生会「ポポー」を創刊。1964年に父が死去したの機に、中断した国語の勉強を続けるために東洋大学に通う。岩波書店の外部校正係を経て、東洋大学短期大学講師となる。1967年に開成中学校・高等学校の国語科教諭となり、30年間に渡って勤め、後に教頭に就任。その後2004年には青稜中学校・高等学校の校長に就任。
1983年に第一歌集『吹雪く尾根』を刊行し、現代歌人協会賞候補及び短歌公論処女歌集賞受賞。NHK学園短歌講師、武蔵野女子大学講師となる。
1997年の「アララギ」終刊後は、雁部貞夫らと「新アララギ」を創刊し、選者・代表を務めた。「憲法九条を守る歌人の会」呼びかけ人であった。歌集に『動向』（1989年）、『夕暮の運河』（2011年）、『鉄鉛集』（2016年）など。2019年に歌集『蝋梅の花』で第21回島木赤彦文学賞を受賞。

## 著書
- 『吹雪く尾根 歌集』短歌新聞社, 1983
- 『動向 吉村睦人歌集』(昭和歌人集成) 短歌新聞社, 1989
- 『吹雪く尾根 歌集』(短歌新聞社文庫) 短歌新聞社, 1998
- 『夕暮の運河 吉村睦人歌集』(新現代歌人叢書) 短歌新聞社, 2011
- 『鉄鉛集 歌集』現代短歌社, 2016
- 『蠟梅の花 歌集』不識書院, 2018
- 『動向 歌集』 (現代短歌社文庫) 現代短歌社, 2018